# Lepidiota laciniata
Lepidiota laciniata är en skalbaggsart som beskrevs av Britton 1978. Lepidiota laciniata ingår i släktet Lepidiota och familjen Melolonthidae. Inga underarter finns listade i Catalogue of Life.